# Нагорьевское озеро
Нагорьевское озеро (укр. Нагорівське озеро) — озеро на месте песчаного карьера, расположенное на юге поселка Безлюдовка Харьковской области Украины. Его часто посещают жители Харькова для отдыха. На водоёме размещены два пляжа частных предприятий «Агат» и ООО «Федерация бокса и кикбоксинга».. Вблизи водоёма расположен песчаный карьер.
Отделяется косой от соседнего озера Коваленки.

## Происхождение названия
Название происходит от местного микрорайона Нагорьевка.